# Bettina Campbell
Bettina Campbell, echte naam Elizabeth Jongkind (Lelydorp, 25 mei 1974) is een voormalige Surinaams-Nederlands pornoster en naaktmodel. Ze begon in 1996 haar carrière in de Europese en Amerikaanse pornoindustrie, en gebruikte de naam 'Bettina'. Ze werkte voornamelijk voor het Zweedse Private Media Group.

## Biografie
Jongkind was in 1974 geboren in Lelydorp, in het Surinaamse Wanica district. Op twee-jarige leeftijd verhuisde de familie naar Arnhem. Ze spreekt Sranantongo, Nederlands, Engels, Frans en Duits. In 1996 speelde ze in de erotische film Shaved 10. In 1997 deed ze op 23-jarige leeftijd auditie bij de Franse pornoregisseur Pierre Woodman, en had in hetzelfde jaar haar debuut in een pornofilm. Campbell woonde tijdens haar pornocarrière in Nederland en Parijs.
Volgens de Internet Adult Film Database (IAFD) heeft ze in 50 pornofilms gespeeld inclusief bijrollen en compilatiefilms, waarvan de meeste door Private Media Group werden geproduceerd. Ze werkte in vier films met Woodman waarvan Tatiana 1 (1997), Fatal Orchid 2 (1998) en Private Life of Bettina (2001) het bekends waren. In 2003 verliet Campbell de porno-industrie, maar sindsdien zijn verschillende compilaties van ouder materiaal geproduceerd.

## Lichaamskarakteristieken
Campbell is een Afro-Surinaamse vrouw met zwart haar en bruine ogen. Volgens de officiële statistiek was ze 1.62 m lang, en woog 52 kg. Haar behamaat was 36D na borstvergroting.

## Geselecteerde filmografie
| Jaar | Film                                             | Studio                            | Opmerkingen |
| ---- | ------------------------------------------------ | --------------------------------- | ----------- |
| 1996 | Shaved 10                                        | Red Board Video                   | Geen seks   |
| 1997 | Private Castings X 4                             | Private                           |             |
| 1997 | Private Gold 26: Tatiana 1                       | Private                           |             |
| 1997 | Private Triple X Files 1: Nicole and Margot      | Private                           |             |
| 1998 | Daydreamer                                       | Metro                             |             |
| 1998 | Private Gold 31: Fatal Orchid 2                  | Private                           |             |
| 1998 | Private Triple X Files 12: Eat Up                | Private                           | Geen seks   |
| 1998 | Secrets of Kamasutra                             | Private                           |             |
| 1998 | Wild 'n Wet                                      | Pleasure Productions              |             |
| 1999 | Amanda's Diary 5                                 | Private                           |             |
| 1999 | Moglie Violata                                   | Mario Salieri Entertainment Group |             |
| 1999 | Pirate Deluxe 7: London Calling                  | Private                           |             |
| 1999 | Private XXX 4                                    | Private                           |             |
| 1999 | Private XXX 5                                    | Private                           |             |
| 1999 | Private XXX 6                                    | Private                           | Geen seks   |
| 1999 | Uranus Experiment 1                              | Private                           |             |
| 1999 | Uranus Experiment 2                              | Private                           |             |
| 2000 | Gothix                                           | IFG                               | Lesbisch    |
| 2000 | Private Castings X 24                            | Private                           |             |
| 2000 | Private XXX 9                                    | Private                           |             |
| 2000 | Twelve Strokes to Midnight                       | Wicked Pictures                   |             |
| 2001 | Divina                                           | Colmax                            |             |
| 2001 | Leggenda del pirata nero                         | Mario Salieri Entertainment Group | Geen seks   |
| 2001 | Supplente in Provincia                           | IFG                               |             |
| 2001 | Private Life of Bettina                          | Private                           |             |
| 2002 | Pirate Fetish Machine 7: Fetish TV               | Private                           |             |
| 2002 | When Helen Meets Monique                         | Pleasure Productions              |             |
| 2003 | Fallen Angels                                    | Private                           |             |
| 2003 | Private Gold 59: Mafia Princess                  | Private                           |             |
| 2003 | Private Gold 64: Cleopatra 2: the Legend of Eros | Private                           |             |
| 2003 | Private Reality 14: Girls of Desire              | Private                           |             |
| 2004 | Misty Rain's Lost Episodes 2                     | Pure Filth                        |             |